# 拉加莫拉湖虹銀漢魚
拉加莫拉湖虹銀漢魚，為輻鰭魚綱銀漢魚目虹銀漢魚科的其中一種，分布於印尼的Lakamora湖及Aiwaso湖流域，為熱帶魚類，體長可達5.5公分，棲息在底中層水域，生活習性不明。

## 擴展閱讀
維基物種上的相關：拉加莫拉湖虹銀漢魚